# Тетрацианоплатинат(II) аммония
Тетрацианоплатинат(II) аммония — неорганическое соединение,
комплексный цианид аммония и платины
с формулой (NH4)2[Pt(CN)4],
растворяется в воде,
образует кристаллогидраты — жёлтые кристаллы.

## Получение
- Загрязненный продукт получают смешением цианидов аммония и платины

{\displaystyle {\mathsf {2NH_{4}CN+Pt(CN)_{2}\ {\xrightarrow {}}\ (NH_{4})_{2}[Pt(CN)_{4}]}}}
- Обменная реакция тетрацианоплатината(II) бария и сульфата аммония:

{\displaystyle {\mathsf {Ba[Pt(CN)_{4}]+(NH_{4})_{2}SO_{4}\ {\xrightarrow {}}\ (NH_{4})_{2}[Pt(CN)_{4}]+BaSO_{4}\downarrow }}}
- Безводную соль получают пропусканием аммиака над нагретым тетрацианоплатинатом(II) водорода:

{\displaystyle {\mathsf {H_{2}[Pt(CN)_{4}]+2NH_{3}\ {\xrightarrow {100^{o}C}}\ (NH_{4})_{2}[Pt(CN)_{4}]}}}

## Физические свойства
Тетрацианоплатинат(II) аммония образует кристаллогидрат состава (NH4)2[Pt(CN)4]•n H2O, где n = 1, 2 и 3 — жёлтые кристаллы.
Растворяется в воде.
Rристаллогидрат состава (NH4)2[Pt(CN)4]•2H2O образует кристаллы
ромбической сингонии,
пространственная группа P na21,
параметры ячейки a = 0,6502 нм, b = 1,4508 нм, c = 1,1070 нм, Z = 4
.

## Химические свойства
- Разлагается при нагревании[2]:

{\displaystyle {\mathsf {(NH_{4})_{2}[Pt(CN)_{4}]\ {\xrightarrow {300^{o}C}}\ Pt(CN)_{2}+NH_{3}\uparrow +HCN\uparrow }}}